# كاثرين جونسون
وُلدت كاثرين كولمن غوبل جونسون في 26 أغسطس 1918 وهي عالمة رياضيات أمريكية أفريقية والتي كانت حساباتها في الميكانيكا المدارية كعاملة لدى ناسا محورية في نجاح أول رحلة فضاء أمريكية وما تلاها من رحلات. أثناء حياتها المهنية التي استغرقت 35 سنة في ناسا وفي اللجنة الاستشارية الوطنية للملاحة الجوية، اكتسبت سمعة بكونها متقنة للحسابات اليدوية المعقدة وبأنها ساعدت رواد وكالة الفضاء على استخدام الحاسوب من أجل تحقيق المهام.
تضمنت أعمال جونسون كلا من حسابات المقذوفات ونافذة الإطلاق ومسارات العودة الطارئة لرحلات مشروع ميركوري بما في ذلك الخاصة برائد الفضاء ألان شيبارد (أول أمريكي في الفضاء) وجون غلين (أول أمريكي في المدار) ومسارات الالتقاء لبرنامج أبولو القمري وأوامر نماذج الرحلات على سطح القمر. كانت حساباتها محورية أيضا في بداية برنامج مكوك الفضاء، كما عملت على خطط لاستكشاف المريخ. في 2015، منح الرئيس باراك أوباما جونسون وسام الحرية الرئاسي. مثلتها تاراجي بيندا هينسون كشخصية بطلة في فيلم شخصيات مخفية في 2016.

## النشأة
وُلدت كاثرين جونسون في 1918 في وايت سولفور سبرينغز بويست فرجينيا لجويلت وجوشوا كولمن. كانت كاثرين الصغرى من بين أربعة أطفال. كانت والدتها معلمة وكان والدها حطابا ومزارعا وحرفيا وعمل في فندق غرين براير.
أظهرت جونسون قدرات رياضية منذ سن مبكرة، ولكن لأن باحة غرين براير لم تكن تقدم مدارس عامة للطلاب الأمريكيين الأفارقة بعد الفصل الثامن، فقد نظمت العائلة لأطفالها ارتياد مدرسة ثانوية في معهد ويست فرجينيا. كانت هذه المدرسة في الحرم الجامعي لجامعة ولاية ويست فرجينيا. التحقت جونسون بها وهي في سن العاشرة. قسمت العائلة وقتها بين المعهد أثناء السنة الدراسية وبين وايت سولفور سبرينغز في الصيف.
تخرجت جونسون من المدرسة الثانوية وهي في عمر الرابعة عشر والتحقت بجامعة ولاية ويست فرجينيا كجامعة للسود تاريخيا. كطالبة التحقت جونسون بكل مساق رياضيات أمكنها الالتحاق به في الجامعة. كان العديد من الأساتذة الجامعيين مسؤولين عنها بما في ذلك الكيميائية وعالمة الرياضيات أنجي تيرنر كينغ والتي كانت مسؤولة عن جونسون أيضا في المدرسة الثانوية، وويليام شيفلن كلايتور ثالث أمريكي أفريقي يتلقى الدكتوراه في الرياضيات. أضاف كلايتور مساقات رياضيات إضافية إلى كاثرين. تخرجت كاثرين مع مرتبة الشرف في 1937 بشهادات في الرياضيات واللغة الفرنسية في عمر الثامنة عشر. بدأت كاثرين وظيفة تدريس في مدرسة عامة للسود في ماريون فرجينيا.
في 1939 وبعد زواجها من زوجها جيمس غوبل، تركت كاثرين وظيفة التدريس والتحقت ببرنامج رياضيات للخريجين، والذي تركته بعد سنة واحدة بعد أن أصبحت حاملا واختارت التركيز على عائلتها. في وقت التحاقها، كانت كاثرين الأمريكية الأفريقية الوحيدة التي تلتحق بمدرسة للخريجين في جامعة وست فرجينيا في مورغانتاون، وست فرجينيا.

## الحياة المهنية
استقرت جونسون على مهنة كعالمة رياضيات باحثة، على الرغم من أن هذه المهنة كانت صعبة للأمريكيين الأفارقة وللنساء على حد سواء. كانت الوظائف الأولى في التدريس. في تجمع عائلي في 1952 ذكر قريب لها أن اللجنة الاستشارية الوطنية للملاحة الجوية (استُبدلت بناسا في 1958) تعين اختصاصيين في الرياضيات. في مركز لانغلي البحثي في هانبتون فيرجينيا قرب لانغلي فيلد، عينت ناسا لأول مرة عالمة رياضيات أمريكية أفريقية في قسم الملاحة والتوجيه. عُرضت وظيفة على كاثرين في 1953 والتي قبلتها وأصبحت جزءا من فريق ناسا.
من 1958 وحتى تقاعدها في 1986، عملت جونسون كمتخصصة في تكنولوجيا الفضاء، وانتقلت في حياتها المهنية إلى فرع التحكم في سفن الفضاء. قامت جونسون بحساب المسار في 5 مايو 1961 لرحلة الفضاء الخاصة بألان شيبارد (أول أمريكي في الفضاء). قامت جونسون أيضا بحساب نافذة الإطلاق في 1961 لمشروع ميركوري. رسمت جونسون مخططا بيانيا للملاحة لرواد الفضاء في حالة حدوث مشاكل إلكترونية. عندما استخدمت ناسا الحواسيب الإلكترونية لأول مرة لحساب مدار جون غلين حول الأرض، استدعى المسؤولون جونسون للتحقق من أرقام الحاسوب، إذ طلبها غلين بالاسم ورفض الطيران إلا إذا تحققت كاثرين من الحسابات. ينص موقع Biography.com أن «هذه الحسابات كانت معقدة للغاية إذ احتوت على حسابات السحب الجذبوي للأجسام السماوية». كتبت المؤلفة مارغوت لي شيترلي: «إذا فإن رائد الفضاء الذي كان قد أصبح بطلا لجأ إلى هذه الفتاة السوداء في الجنوب الذي كان لا يزال تحت الفصل العنصري كأحد الخطوات المحورية لكي يتأكد أن رحلته ستكون ناجحة». كما أضافت مارغوت أنه في الوقت الذي كان عمل الحواسيب «تخصص النساء» وكانت الهندسة للرجال، «فإننا على ما يبدو لا نقدر العمل الذي قامت به النساء بشكل كافٍ. وقد استغرق الأمر منا تاريخا لكي نرى الأمر من هذا المنظور».
لاحقا عملت كاثرين مباشرة على حواسيب رقمية، إذ ساعدتها قدراتها وسمعتها بالدقة في تأسيس ثقتها بالتكنولوجيا الحديثة. في 1961، ساعد عملها على التأكد من أن كبسولة ألان شيبارد فريدام ميركوري يتم إيجادها بسهولة بعد الهبوط، باستخدام المسار الذي حُدد مسبقا.
ساعدت كاثرين أيضا في حساب مسار رحلة أبولو 11 في 1969 إلى القمر. أثناء الهبوط على سطح القمر، كانت جونسون في اجتماع في جبال بوكونو. اجتمعت هي وبضعة أشخاص غيرها حول شاشة تلفاز ليشاهدوا أولى الخطوات على سطح القمر. في 1970، عملت جونسون على مهمة أبولو 13 إلى القمر. عند إلغاء الرحلة، ساعدت مخططاتها وعملياتها البديلة على تأسيس طريق آمن لعودة الفريق إلى سطح الأرض باستخدام نظام رصد غير نجمي يسمح لرواد الفضاء بتحديد موقعهم بدقة. في مقابلة في 2010، استذكرت جونسون قائلة «كان الجميع قلقين بخصوص وصولهم هناك. أما نحن فقد كنا قلقين بخصوص عودتهم». لاحقا في حياتها المهنية، عملت جونسون على برنامج مكوك الفضاء والقمر الصناعي الخاص بموارد الأرض وعلى خطط لمهام لاستكشاف المريخ.

## الحياة الشخصية
في 1939، تزوجت كاثرين من جيمس فرانسيس غوبل، ورزقت بثلاث بنات كونستانس وجويليت وكاثرين. في 1953، انتقلت هي وجيمس إلى نيوبورت نيوز لخوض فرصة مهنية جديدة. في 1956، توفي جيمس غوبل بسبب ورم دماغ غير قابل للعلاج الجراحي.

## الإرث والتكريم

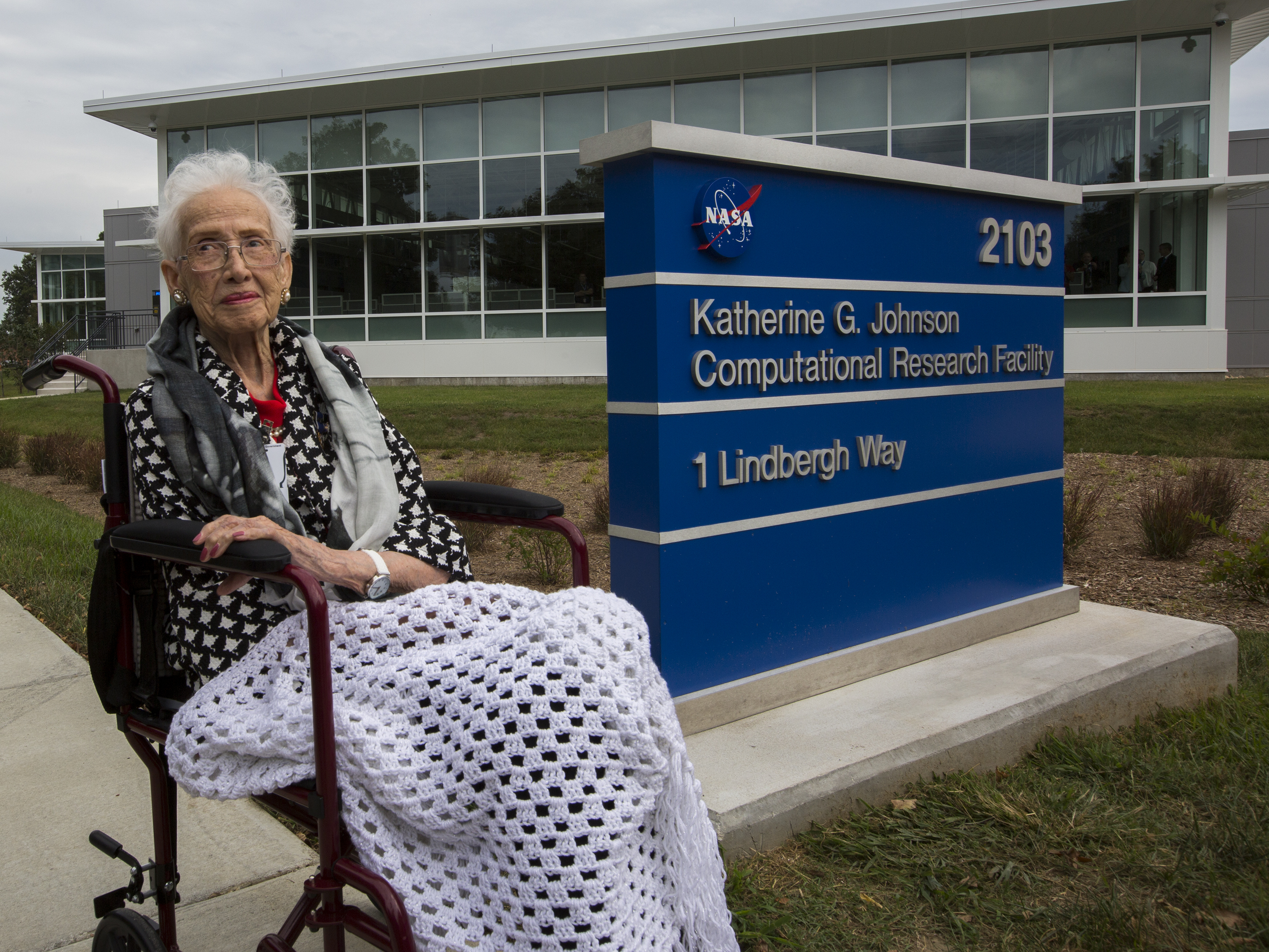
كاثرين جونسون أمام مبنى مركز الأبحاث الحاسوبية الذي سُمّي باسمها في وكالة ناسا.

ساهمت جونسون في كتابة 26 ورقة علمية. ظهر تأثيرها الاجتماعي وريادتها في علوم الفضاء والحوسبة في التكريم الذي استقبلته وفي دورها كمثال يحتذى به في الحياة العلمية. منذ 1979 (قبل أن تستقيل من ناسا)، كانت جونسون ضمن قائمة الأمريكيين الأفارقة في العلوم والتكنولوجيا. منح باراك أوباما إلى كاثرين وسام الحرية الرئاسي لتصبح واحدة من 17 أمريكي وأمريكية نالوا هذا الشرف في 24 نوفمبر 2015.
في 5 مايو 2016، أطلق على مبنى بسعة 3700 متر مربع اسم «مؤسسة كاثرين جونسون لأبحاث الحوسبة» وتم إهداؤه إليها رسميا في مركز لانغلي البحثي في هامبتون فيرجينيا. فتحت المؤسسة أبوابها رسميا لأول مرة في 22 سبتمبر 2017. حضرت جونسون الحدث بنفسها والذي وافق الذكري الخامسة والخمسين لإطلاق صاروخ ألان شيبارد التاريخي وهو النجاح الذي ساهمت فيه كاثرين.
في 2016، كانت جونسون ضمن قائمة «100 امرأة على بي بي سي» وهي قائمة لأكثر 100 امرأة تأثيرا في العالم. أعلنت ناسا أن «أثبتت حساباتها أنها محورية في نجاح برنامج أبولو للهبوط على سطح القمر وبداية عصر غزو الفضاء، تماما كأولى خطوات هذه الأمة في رحلتها في الفضاء».
بدأ تمثيل جونسون في وسائل الإعلام. نُشر الفيلم الشهير أرقام مخفية في ديسمبر 2016 والذي كان مبنيا على عمل غير خيالي بنفس العنوان لمارغوت لي شيتيرلي والذي كان قد نُشر قبل ذلك بعام. يتحدث الفيلم عن جونسون وعن عالمتي رياضيات أمريكيتين أفريقيتين أخرتين هما ماري جاكسون ودوروثي جونسون فون واللتان عملتا في ناسا. بالإضافة إلى ظهورها مع هينسون في حفل توزيع جوائز الأوسكار التاسع والثمانون، استلمت جونسون تصفيقا حارا من الجمهور.

## روابط خارجية
- كاثرين جونسون على موقع IMDb (الإنجليزية)
- كاثرين جونسون على موقع الموسوعة البريطانية (الإنجليزية)
- كاثرين جونسون على موقع قاعدة بيانات الفيلم (الإنجليزية)